# Universidad Nacional de Piura
La Universidad Nacional de Piura, también conocida por sus siglas UNP, es una institución de educación superior pública localizada en el distrito de Castilla, perteneciente a la provincia y departamento de Piura. Su fundación se remonta al 3 de marzo de 1961, establecida mediante la Ley N.º 13531 bajo la denominación inicial de Universidad Técnica de Piura. Obtuvo el licenciamiento institucional por parte de la SUNEDU en el año 2019.

## Historia
En marzo de 1955, el diario El Tiempo de Piura informó sobre una iniciativa promovida por la Asociación de Estudiantes Piuranos de Ciencias Sociales, conformada por universitarios piuranos que cursaban estudios en la Universidad Nacional Mayor de San Marcos y en la Pontificia Universidad Católica del Perú. Esta agrupación elaboró un memorial dirigido a las autoridades nacionales solicitando la creación de una universidad en Piura. Entre los firmantes se encontraban estudiantes que más adelante desempeñarían funciones en la administración pública, el sistema judicial, el servicio diplomático y otras instituciones del Estado. El documento fue suscrito por figuras como Carlos García García, Eugenio Chang Cruz, Javier Silva Ruete, entre otros.
El movimiento estudiantil logró reunir más de mil firmas de jóvenes piuranos interesados en acceder a educación superior, lo que fue interpretado como una muestra de demanda social significativa. El apoyo provino también de organizaciones locales como la Asociación de Exalumnos Nocturnos del Colegio Nacional San Miguel. Además del respaldo local, varios medios de comunicación nacionales se hicieron eco de la propuesta, incluyendo el diario Última Hora, que publicó un editorial solicitando la creación de una nueva universidad junto con el presupuesto correspondiente. El memorial fue dirigido a senadores y diputados de la región, solicitando la «creación de una institución con orientación académica e industrial, con facultades proyectadas en función de los intereses vocacionales de la juventud piurana y las características económicas de la región».

El argumento central del memorial se basaba en datos demográficos y educativos, señalando que la población del departamento de Piura superaba el medio millón de habitantes, con una matrícula escolar de aproximadamente 80 mil estudiantes, y con un número considerable de egresados de secundaria sin acceso a educación superior en la región. Se enfatizaba la necesidad de carreras vinculadas a la realidad local, como las ingenierías y las ciencias económicas, debido al potencial agrícola, industrial y petrolero de la zona. La propuesta fue respaldada por la revista Cultura Piurana y posteriormente asumida por la Municipalidad de Piura, que institucionalizó la demanda. A pesar de ser aprobada por la Cámara de Senadores, la iniciativa no fue ratificada por la Cámara de Diputados, en parte debido a consideraciones de índole política. Sin embargo, el movimiento continuó desarrollándose y, en abril de 1956, se propuso la conformación de un comité estable pro-Universidad de Piura, además de presentarse formalmente un anteproyecto arquitectónico para el futuro campus universitario.

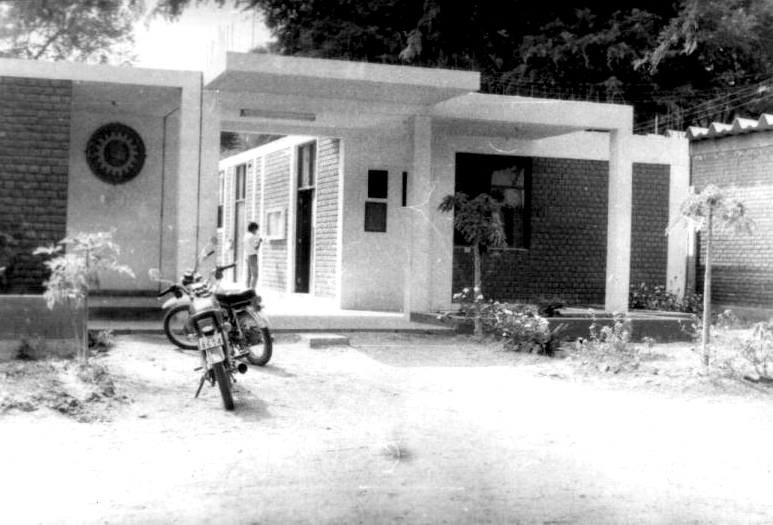
Entrada principal de la Facultad de Ingeniería Industrial en 1988

La conformación del Comité Pro Universidad de Piura, impulsada por iniciativas ciudadanas y estudiantiles, derivó en la presentación de un proyecto de ley respaldado por diversos parlamentarios, entre ellos Ramón Abásolo Rázuri, quien lo sustentó ante el Congreso de la República. Esta propuesta, elaborada inicialmente como un sustitutorio por el diputado Mario Alzamora Valdez, fue aprobada por mayoría. Como resultado, el 3 de marzo de 1961 se promulgó la Ley N.º 13531 que creó la Universidad Técnica de Piura. En cumplimiento del artículo 16 de dicha ley, el 16 de mayo de 1961 se estableció el Primer Patronato de la universidad en un acto celebrado en la Municipalidad de Piura, con la participación de autoridades y representantes de instituciones locales. La ceremonia de instalación fue presidida por el prefecto del departamento, Luis Talledo Villar, quien oficializó la constitución del Patronato, cuya presidencia fue asignada a Aníbal Santibáñez Morales mediante Resolución Suprema N.º 193 del 23 de abril de 1961.
El año académico en la Universidad Técnica de Piura comenzó oficialmente el 18 de agosto de 1961, con 120 estudiantes matriculados en la Escuela de Economía, orientada a la formación en las áreas de economía y contabilidad pública. La primera clase fue impartida por Felipe Purizaga Ramos en horas de la mañana. En ese periodo, el Aníbal Santiváñez Morales asumió el cargo de rector provisional, mientras que Juan Aguayo del Rosario ejerció como secretario. Posteriormente, en 1962 se estableció la Escuela de Agronomía y en 1966 la de Ingeniería Industrial. A partir de 1967, estas escuelas fueron reorganizadas bajo una nueva estructura académica. En los años siguientes, se fundaron diversas facultades: Ingeniería Pesquera en 1972, Zootecnia en 1974, Ciencias Administrativas en 1975 (con inicio de actividades en 1979), Medicina Humana en 1978 (operativa desde 1983), Ciencias y Ciencias Sociales y Educación en 1984, Arquitectura y Urbanismo y Derecho y Ciencias Políticas en 1995 e Ingeniería Civil el 13 de mayo de 1996.

## Facultades
| Facultad                                     | Carreras |
| -------------------------------------------- | --- |
| Facultad de Agronomía.                       | - Ingeniería Agrónoma - Ingeniería Agrícola                                                                                   |
| Facultad de Arquitectura y Urbanismo.        | - Arquitectura |
| Facultad de Ciencias.                        | - Ciencias Biológicas - Estadística - Física - Ingeniería Electrónica y Telecomunicaciones - Matemáticas                      |
| Facultad de Ciencias Administrativas.        | - Administración |
| Facultad de Ciencias Contables y Financieras | - Contabilidad |
| Facultad de Ciencias Sociales y Educación    | - Ciencias de la Comunicación - Educación Inicial - Educación Primaria - Lengua y Literatura - Historia y Geografía           |
| Facultad de Economía                         | - Economía |
| Facultad de Derecho y Ciencias Políticas     | - Derecho |
| Facultad de Ingeniería Industrial.           | - Ingeniería Industrial - Ingeniería Agroindustrial e Industria Alimentaria - Ingeniería Informática - Ingeniería Mecatrónica |
| Facultad de Ingeniería Civil                 | - Ingeniería Civil |
| Facultad de Ingeniería Pesquera              | - Ingeniería Pesquera |
| Facultad de Ingeniería de Minas              | - Ingeniería de Minas - Ingeniería Geológica - Ingeniería de Petróleo - Ingeniería Química - Ingeniería Ambiental             |
| Facultad de Ciencias de la Salud             | - Medicina Humana - Enfermería - Psicología - Obstetricia - Estomatología                                                     |
| Facultad de Zootecnia                        | - Ingeniería Zootecnia - Medicina Veterinaria                                                                                 |

La Facultad de Arquitectura y Urbanismo (FAU) posee acreditación internacional de la RIBA, siendo, junto a la Facultad de Arquitectura y Artes de la UNI, una de las dos únicas facultades acreditadas en el Perú.

## Proyección social

#### Club de fútbol
El Deportivo UNP es el equipo oficial de fútbol de la universidad y lo representa en la Copa Perú.

#### Fútbol femenino
En el 2019 fueron campeones departamentales de Piura.

## Rankings académicos
El uso de rankings universitarios internacionales se ha consolidado como una herramienta para evaluar el desempeño de las instituciones de educación superior, tanto a nivel nacional como global. Estas clasificaciones se elaboran a partir de metodologías científicas, predominantemente bibliométricas, que emplean criterios objetivos, medibles y reproducibles. Entre los indicadores más comunes se encuentran la reputación académica, la empleabilidad de los egresados, el volumen y citación de publicaciones científicas, así como la visibilidad e impacto en entornos digitales.
En el contexto peruano, de un total de 98 universidades licenciadas, la Universidad Nacional de Piura ha figurado de manera recurrente dentro del tercio superior a nivel Perú en ciertos rankings. Esta posición varía según la metodología y los indicadores considerados por cada clasificación. El ranking general de universidades elaborado por la Superintendencia Nacional de Educación Superior Universitaria en 2022 la ubica en el vigésimo sexto puesto. Por su parte, el ranking elaborado en julio de 2024 por el Consejo Superior de Investigaciones Científicas sitúa a la institución en el trigésimo quinto lugar a nivel nacional.